# Шахта «Олександр-Захід»
ДП Шахта «Олександр-Захід». Входила до складу ВО «Артемвугілля».

## Загальна характеристика
Фактичний видобуток 185/144 т/добу (1992/1999). Максимальна глибина 450 м (1990—1999).
Протяжність підземних виробок 13,9/17,8 км (1990/1999). У 1992/1999 р. розроблялися відповідно пласти n3, n5, i5
1 та i5
1, k2
2 сер. потужністю 2,1/1,1 м, кути падіння 54°.
У зв'язку з аварією у 1989 році шахта була переведена на режим сухої консервації. З 1992 по 2006 роки у відповідності з «Робочим проєктом сухої консервації працівники шахти «Олександр-Запад» вела експериментальні гірні роботи на західному крилі. Їхньою метою було визначення ймовірності ураження вугільного масиву західного крила шахти токсичними речовинами, джерелами яких є Горлівський хімічний завод, концерн «Стирол» і Горлівський коксохімічний завод. На третьому етапі робіт по даному проекту були виконані експериментальні очисні роботи, які доказували безпеку ведення вугільних робіт. Протягом 1990-х років були продовжені очисні роботи по пластам h3, h5, h6 и i15 на горизонті 450 м західного крила шахти, а з 1999 по 2005 роки. — по пластам k2 и k41. Система розробки – суцільная, спосіб керування кровлею – утримання на багаттях. З 2006 року шахта експериментальні вугільні роботи припинила.
У 2017 році на шахті припинилася відкачка води на горизонті 250 м.
Кількість працюючих: 368/437 осіб, в тому числі підземних 220/306 осіб (1990/1999).
Адреса: 84647, шосе Вуглегірське, м. Горлівка, Донецької обл.